# SkyShowtime
SkyShowtime je video na zahtjev usluga stvorena suradnjom Paramount Globala i Comcasta.
Usluga nudi filmove, serije, sportske i dječje sadržaje uz fiksnu mjesečnu naknadu. 
SkyShowtime uključuje sadržaj producentskih kuća Universal Pictures, Paramount Pictures, Nickelodeon, DreamWorks Animation, Paramount+, SHOWTIME, Sky Studios te Peacock.
Usluga je u Hrvatskoj pokrenuta 14. prosinca.

## Povijest
Usluga je najavljena u kolovozu 2021. godine. Objavljeno je da će biti pokrenuta u 20 europskih tržišta među kojima je i Hrvatska. Pokrenuta je 20. rujna 2022. u nordijskim tržištima u kojima je zamijenila dotadašnji Paramount Plus.
U studenom iste godine najavljeno je da će usluga biti pokrenuta u Hrvatskoj 14. prosinca.
U intervjuu za Večernji list, izvršni direktor SkyShowtimea Monty Sarhan otkrio je da će sadržaj biti lokaliziran na hrvatski jezik i da će cijena usluge biti 5,99 eura. Prilikom pokretanja usluge, hrvatskim korisnicima omogućen je doživotni popust na 50% ako se registriraju do 25. siječnja 2023. godine.